# Janusiscus
Janusiscus é um gênero de vertebrado gnatostomado do Devoniano Inferior da Rússia. E a única espécie descrita para o gênero é Janusiscus schultzei. Seus restos fósseis foram encontrados na formação Kureika na Sibéria e foram datados do estágio Lochkoviano com 415 milhões de anos. Janusiscus está relacionado tanto com Chondrichthyes quanto com Osteichthyes, sendo considerado um Gnathostomata basal, junto com o Ramirosuarezia.